# Politiek in Peru
Peru is een democratie, met name een constitutionele unitaire presidentiële republiek. De huidige president van Peru is sinds 7 december 2022 Dina Boluarte. De premier van Peru is sinds 6 maart 2024 Gustavo Adrianzén. Normaal gesproken kent Peru ook een eerste en tweede vicepresident, maar deze posten zijn al enige tijd vacant.

## De verschillende machten

### De uitvoerende macht
De president van Peru wordt verkozen voor een periode van vijf jaar en de grondwet van 1993 laat toe dat men herkozen kan worden. Alle burgers van 18 jaar of meer hebben het recht te stemmen. Er is stemplicht in die mate dat diegene die niet stemt een boete moet betalen (132 Soles in 2005). De eerste en de tweede vicepresidenten worden ook door de burgers verkozen, maar hebben geen grondwettelijke macht, behalve als de president niet in staat is zijn functies te vervullen.
De president benoemt de raad van ministers (kabinet) en de eerste minister. Alle decreten of wetsvoorstellen moeten door de Raad van ministers goedgekeurd worden alvorens ze naar het Peruviaanse congres gestuurd worden.

### De wetgevende macht
Onder de naam van Congres van de Republiek, wordt de Peruviaanse wetgevende macht gevormd door een kamer van 130 leden (tot 2011 120 leden), gekozen door directe verkiezing. Peru is verdeeld in verschillende administratieve regio's in verhouding met de bevolking van elk van die regio's. Het congres wordt om de vijf jaar volledig hernieuwd. Het congres maakt wetsvoorstellen en stemt voor de wetten.

### De rechterlijke macht
Het hooggerechtshof van Peru, dat bestaat uit de president en 12 rechters, staat aan het hoofd van de rechterlijke macht.

## Administratieve indeling
Peru is verdeeld in 25 regio's en de provincie van Lima. De regio's bestaan uit provincies, die op hun beurt opgedeeld zijn in districten. Deze 25 regio's zijn: Amazonas, Ancash, Apurímac, Arequipa, Ayacucho, Cajamarca, Callao, Cuzco, Huancavelica, Huánuco, Ica, Junín, La Libertad, Lambayeque, Lima, Loreto, Madre de Dios, Moquegua, Pasco, Piura, Puno, San Martín, Tacna, Tumbes en Ucayali.